# Thecla tirrhaea
Thecla tirrhaea är en fjärilsart som beskrevs av Heinrich Benno Möschler 1886. Thecla tirrhaea ingår i släktet Thecla och familjen juvelvingar. Inga underarter finns listade i Catalogue of Life.